# Dicarpa spinifera
Dicarpa spinifera är en sjöpungsart som beskrevs av Monniot 1976. Dicarpa spinifera ingår i släktet Dicarpa och familjen Styelidae. Inga underarter finns listade i Catalogue of Life.